# Lotta greco-romana ai Giochi della X Olimpiade - Pesi piuma
La competizione della categoria pesi piuma (fino a 61 kg) di lotta greco-romana dei Giochi della X Olimpiade si è svolta dal 4 al 7 agosto al Grand Olympic Auditorium di Los Angeles.

## Formato
Ad ogni incontro venivano assegnate le seguenti penalità:
- 0 = Al vincitore per schienata
- 1 = Al vincitore ai punti
- 3 = Allo sconfitto

Con cinque punti o più di penalità il lottatore veniva eliminato.

## Risultati
| Legenda                                  | Legenda |
| ---------------------------------------- | ------- |
| Lottatore con 5 penalità o più Eliminato |         |

### 1 turno
| Vincitore      | Pen. | Risultato | Sconfitto        | Pen. |
| -------------- | ---- | --------- | ---------------- | ---- |
| Kiyoshi Kase   | 1    | Ai punti  | Christian Schack | 3    |
| Jindřich Maudr | 1    | Ai punti  | Oscar Lindelöf   | 3    |
| Wolfgang Ehrl  | 1    | Ai punti  | Ödön Zombori     | 3    |
| Giovanni Gozzi | 0    | Schienato | Lauri Koskela    | 3    |

### 2 turno
| Vincitore      | Pen. | Risultato    | Sconfitto        | Pen. |
| -------------- | ---- | ------------ | ---------------- | ---- |
| Jindřich Maudr | 1    | Schienato    | Kiyoshi Kase     | 4    |
| Wolfgang Ehrl  | 2    | Ai punti     | Oscar Lindelöf   | 6    |
| Lauri Koskela  | 3    | Schienato    | Ödön Zombori     | 6    |
| Giovanni Gozzi | 0    | per rinuncia | Christian Schack | 6    |

### 3 turno
| Vincitore      | Pen. | Risultato | Sconfitto      | Pen. |
| -------------- | ---- | --------- | -------------- | ---- |
| Giovanni Gozzi | 0    | Schienato | Kiyoshi Kase   | 7    |
| Wolfgang Ehrl  | 3    | Ai punti  | Jindřich Maudr | 4    |
| Lauri Koskela  | 3    | -         | Esente         |      |

### 4 turno
| Vincitore     | Pen. | Risultato | Sconfitto      | Pen. |
| ------------- | ---- | --------- | -------------- | ---- |
| Lauri Koskela | 3    | Schienato | Jindřich Maudr | 7    |
| Wolfgang Ehrl | 4    | Ai punti  | Giovanni Gozzi | 3    |

### Finale 2 posto
| Vincitore     | Pen. | Risultato | Sconfitto     | Pen. |
| ------------- | ---- | --------- | ------------- | ---- |
| Wolfgang Ehrl | 5    | Ai punti  | Lauri Koskela | 6    |

## Classifica finale
| Pos.    | Atleta           | Nazione        |
| ------- | ---------------- | -------------- |
| Oro     | Giovanni Gozzi   | Italia         |
| Argento | Wolfgang Ehrl    | Germania       |
| Bronzo  | Lauri Koskela    | Finlandia      |
| 4       | Jindřich Maudr   | Cecoslovacchia |
| 5       | Kiyoshi Kase     | Giappone       |
| 6       | Ödön Zombori     | Ungheria       |
| 6       | Oscar Lindelöf   | Svezia         |
| 8       | Christian Schack | Danimarca      |